# Epafrodit de Filipos
|  | Per a altres significats, vegeu «Epafrodit». |

Epafrodit va ser un deixeble de Sant Pau de Tars i primer bisbe de Filipos. És venerat com a sant per diverses confessions cristianes. La tradició l'ha fet també primer bisbe de Terracina i Andriana de Tràcia, però sembla que es tracta de persones diferents del mateix nom.

## Biografia
Epafrodit va ésser un cristià seguidor de Pau de Tars, esmentat a l'Epístola als Filipencs. El seu nom és grec significa estimat per Afrodita, i la versió llatina equivaldria a Venustus i era bastant freqüent en la zona. No és, però, la mateixa persona que Epafras, esmentat a l'Epístola als Colossencs.
Epafrodit va ésser el delegat de la comunitat cristiana de Filipos, enviat amb un regal per a Pau quan aquest era pres a Roma o a Efes. Pau l'anomena "el meu germà, treballador i soldat meu". El descriu com a delegat amb autoritat (αποsτολος, més que missatger). Podria haver estat una persona benestant que s'ocupés que Pau tingués recursos financers per desenvolupar el seu apostolat.
Es va dedicar, amb Pau, a l'"obra de Crist", com a ajudant seu. Va emmalaltir i, en recuperar-se, Pau l'envià a Filipos amb la seva carta. Com a cap de la comunitat cristiana de Filipos, se'n considera bisbe. A més, el Martirologi romà diu que després va ésser bisbe de Terracina, enviat allí per sant Pere apòstol des de Roma. No se sap del cert, però, si aquest Epafrodit de Terracina és la mateixa persona que el de Filipos. El més probable és que es tracti, com diu Cesare Baroni i tractadistes posteriors, de persones diferents: el bisbe de Filipos, el de Terracina i el d'Andriana (Tràcia).

## Epafrodit de Tarragona
El 1619 es va publicar la falsa crònica atribuïda a l'autor tardoromà Luci Flavi Dextre, escrita uns anys abans pel jesuïta Jerónimo Román de la Higuera; en ella, reescrivia la història de les esglésies hispàniques dels primers segles, amb la intenció de fer-les més antigues i de vincular-les a personalitats santes reals. Higuera va convertir Epafrodit en bisbe de Tarragona. Segons aquesta història, Sant Pere havia fet dos viatges a Hispània i en el segon d'ells va ordenar Epafrodit bisbe de Tarragona, vacant llavors per la mort del també llegendari bisbe Agatodor de Tarragona. Argumentava com a font, a banda de la crònica inexistent de Dextre, la similitud dels noms Tarracina (Terracina) i Tarraco (Tarragona), que haurien portat a confondre el bisbat d'un amb el de l'altra.
La història del sant vinculat a Tarragona té un abast local i mai no ha estat reconeguda per l'Església ni pels historiadors, per la qual cosa el pretès Epafrodit de Tarragona no figura al santoral ni al Martirologi romà, tot i que algunes obres l'han recollit i el llisten entre els bisbes de Tarragona en el mític període previ al primer bisbe realment existent. A més, l'aparició tardana de la llegenda va fer que no arrelés en la ciutat, on no ha tingut mai cap devoció popular ni un culte reconegut.